# 唐祈
唐祈（1920年—1990年），本名唐克蕃，江苏苏州人。1938年开始发表诗歌作品，为九叶诗派的重要成员之一。

## 生平
唐祈毕业于西北联大文学院。曾任兰州省立工专教师，上海《中国新诗》编委，《人民文学》小说散文组组长，《诗刊》编辑，赣南地区作家协会副主席，甘肃师范大学学报副主编，西北民族学院汉语系代主任及教授等职务。

## 主要作品
- 《诗第一册》（1948）
- 《唐祈诗选》（1990）